# Формула Пика
Формула Пи́ка (или теорема Пи́ка) — классический результат комбинаторной геометрии и геометрии чисел,
даёт выражение для площади многоугольника с целочисленными вершинами.
Названа в честь Георга Пика, доказавшего её в 1899 году.

## Формулировка

В = 7, Г = 8,
В + Г/2 − 1 = 10

Площадь многоугольника с целочисленными вершинами равна
{\displaystyle {\text{В}}+{\dfrac {\text{Г}}{2}}-1},
где В — количество целочисленных точек внутри многоугольника, а Г — количество целочисленных точек на границе многоугольника.

## Следствия
- Площадь треугольника с вершинами в узлах и не содержащего узлов ни внутри, ни на сторонах (кроме вершин), равна 1/2. 
  - Этот факт даёт геометрическое доказательство формулы для разности подходящих дробей цепной дроби.

## Вариации и обобщения

Контрпример к аналогу теоремы Пика в размерности 3.

- Многочлен Эрара даёт один из вариантов обобщения формулы Пика на старшие размерности.

- Если все грани целочисленного многогранника {\displaystyle M} центрально симметричны (в частности если многогранник является зонэдром) то его объём может быть вычислен по формуле
{\displaystyle V(M)={\tfrac {1}{4\pi }}\cdot \sum _{v}\alpha (v),}

где суммирование ведётся по всем целочисленным точкам {\displaystyle v\in M} и  {\displaystyle \alpha (v)} телесный угол {\displaystyle M} при {\displaystyle v}; если {\displaystyle v} лежит внутри {\displaystyle M}, то считается что {\displaystyle \alpha (v)=4\cdot \pi }.
- Аналогичное утверждение верно и в {\displaystyle n}-мерном евклидовом пространстве {\displaystyle \mathbb {E} ^{n}}

{\displaystyle V(M)={\tfrac {1}{\omega _{n}}}\cdot \sum _{v}\alpha (v),}
где {\displaystyle \omega _{n}} обозначает площадь  единичной сферы в {\displaystyle \mathbb {E} ^{n}}.